# Chalinolobus dwyeri
Chalinolobus dwyeri är en fladdermusart som beskrevs av R. Mark Ryan 1966. Chalinolobus dwyeri ingår i släktet Chalinolobus och familjen läderlappar. Inga underarter finns listade i Catalogue of Life.
Artepitet i det vetenskapliga namnet hedrar den australiska zoologen Peter D. Dwyer.

## Utseende
Arten når en kroppslängd (huvud och bål) av 43 till 56 mm, en svanslängd av 34 till 50 mm och en vikt av 5,5 till 12,2 g. Den har 37 till 45 mm långa underarmar och 12 till 18 mm stora öron. Nedanför öronen förekommer körtlar som är synliga som svullnader. Ovansidan är täckt av svart päls och undersidans päls är svartbrun. Vid gränsen till vingarna finns ett vitt band som är synlig som ett V. Hos Chalinolobus dwyeri är svansen helt inbäddad i svansflyghuden. Artens hälsporre (calcar) når fram till mitten mellan hälen och svansen. Som hos alla släktmedlemmar är tandformeln I 2/3, C 1/1, P 2/2, M 3/3, vad som ger 34 tänder i hela tanduppsättningen.

## Utbredning och ekologi
Denna fladdermus förekommer i östra Australien. Habitatet utgörs av skogar med hårdbladsväxter eller av skogar med eukalyptus. Ibland uppsöker den kanten av regnskogar. Arten vistas vanligen i regioner med kalkstensklippor som har många bergssprickor och grottor. Dessutom används tunnlar och bon av arielsvala (Petrochelidon ariel) som viloplats. Under fortplantningstiden bilar honor flockar med 15 till 20 medlemmar som lever avskild från hanarna. Per kull föds en eller två ungar.
Troligtvis förekommer vinterdvala men därför saknas bekräftelse. Individerna jagar mellan skymningen och gryningen olika insekter. De flyger längs skogens kanter eller längs skogsgläntor ovanför vattendrag cirka 6 till 10 meter ovanför grunden. Ibland delar arten sovplatsen med Vespadelus troughtoni. Under parningstiden blir körtlarna i ansiktet tjockare. Funktionen av det mjölkliknande sekretet är inte känd. Ungarna diar sin mor ungefär en månad. Några honor hade efter ett år en egen kull.

## Hot
Chalinolobus dwyeri hotas av störningar vid viloplatsen och av gruvdrift. Några exemplar dödas av frigående husdjur. På grund av bränderna som drabbade Australien under årsskiftet 2019/2020 dog uppskattningsvis 30 procent av hela populationen. IUCN kategoriserar arten globalt som sårbar.